# Beacon Square
Beacon Square é uma Região censo-designada localizada no estado americano de Flórida, no Condado de Pasco.

## Demografia
Segundo o censo americano de 2000, a sua população era de 7263 habitantes.

## Geografia
De acordo com o United States Census Bureau tem uma área de 
5,3 km², dos quais 5,2 km² cobertos por terra e 0,1 km² cobertos por água.

## Localidades na vizinhança
O diagrama seguinte representa as localidades num raio de 8 km ao redor de Beacon Square. 